# Erich Lilienfeld
Erich Lilienfeld (Rittergut Rocht Wierland, Estland, 22 november 1915 – Noord-Atlantische Oceaan, 15 oktober 1942), was een Oberleutnant-zur-See in de Kriegsmarine tijdens de Tweede Wereldoorlog.

## Zijn loopbaan
Erich Lilienfeld werd geboren in een van de Baltische Staten, Estland in 1915. Toen bevond Estland nog onder het bewind van het Keizerrijk Rusland. Erich Lilienfeld werd soms ook vermeld met “von” Lilienfeld, dat verwees naar zijn adellijke afkomst en de Duitse aristocratische families die in de Baltische landen woonden. Deze Baltische Landen waren nog de middeleeuwse nasleep van de eertijds gevestigde Duitse Orde.
Lilienfeld kwam rond de jaren ’30 bij de toenmalige Reichsmarine waar hij zijn loopbaan begon als jonge onderofficier. Nadien diende hij bij het U-Bootwapen in de Kriegsmarine, waar hij leerde omgaan met U-boten. Op 1 oktober 1939, toen hij net geen 24 jaar was, kreeg hij de rang van Eerste luitenant-ter-zee. Op 12 februari 1942 kreeg Lilienfeld de U 661 onder zijn bevel en werd hij ingezet in de Wolfpack-Gruppe "Leopard" op 5 september 1942 waarmee hij vanuit Kiel, Duitsland vertrok. Met de U 661 had Oblt. Lilienfeld nog geen enkel schip tot zinken gebracht totdat hij met een matig succes een aanval inzette op konvooi SC-104. Het zou maar bij één getroffen schip blijven...

## Geschiedenis
Op 13 oktober 1942 drong de succesvolle U 221 van commandant Hans-Hartwig Trojer voor de tweede maal in het konvooi SC-104 door en bracht 4 vrachtschepen tot zinken. Hij had in die twee dagen 7 koopvaardijschepen tot zinken gebracht. 

### 15 oktober 1942
De anderen U-boten van de Wolfpack-Groepen "Wotan" en "Leopard", waaronder Lilienfeld en zijn U 661 behoorde, zagen met elkaar slechts kans maar één vrachtschip tot zinken te brengen en probeerden Trojer te evenaren. Maar, bij die aanval op konvooi SC-104, verging de U 661 echter en een dag later de U 353. De U 661, die op dat moment met onduidelijke redenen boven water voer, werd aangevallen door de Britse torpedobootjager HMS Viscount. Die ramde de U 661 met een grote snelheid en de U 661 zonk snel, samen met de 44-koppige bemanning. De U 661 werd tot zinken geramd op 15 oktober 1942 in de Noord-Atlantische Oceaan, in positie 53° 42′ 0″ NB, 35° 56′ 0″ WL.  Erich Lilienfeld was 26 jaar toen hij sneuvelde.

## Successen
- 1 schip tot zinken gebracht voor een totaal van 3.672 brt

## Militaire loopbaan
- Offiziersanwärter: 5 april 1935[2][3]
- Seekadett: 25 september 1935[2]
- Fähnrich zur See: 1 juli 1936[2][3]
- Oberfähnrich zur See: 1 januari 1938[2][3]
- Leutnant zur See: 1 april 1934[2][3]
- Oberleutnant zur See: 1 oktober 1939[2][3]

## U-bootcommando
- U 661 - 12 februari 1942   -  15 oktober 1942  (+)  - 1 patrouille  (41 dagen)

## Schip door Erich Lilienfeld getroffen
- 14 oktober 1942:  U-661  - Nikolina Matkovic  - 3.672  ton  -  Konvooi SC-104

## Eerdere geregistreerd feit
(Laatste herziening door FDS/NHB gedurende juni 1987.) - De aanval door een Brits B-24 Liberator-vliegtuig van RAF 120/H op 15 oktober 1942 in positie 53° 58′ 0″ NB, 33° 43′ 0″ WL registreerde eerder met het zinken van de U 661, in plaats tegen de U 615, waarbij geen schade werd veroorzaakt. 
- Algemene nota’s van deze boot: Er was nog een U-boot verloren gegaan tijdens de aanval op SC-104 dan de U 353. Die werd de volgende dag op 16 oktober tot zinken gebracht.